# Hemigryllus femineus
Hemigryllus femineus är en insektsart som beskrevs av Andrej Vasiljevitj Gorochov 1986. Hemigryllus femineus ingår i släktet Hemigryllus och familjen syrsor. Inga underarter finns listade i Catalogue of Life.